# Megaselia troglodytica
Megaselia troglodytica är en tvåvingeart som beskrevs av Schmitz 1950. Megaselia troglodytica ingår i släktet Megaselia och familjen puckelflugor. Inga underarter finns listade i Catalogue of Life.